# Olavi Virta
Pour les articles homonymes, voir Olavi et Virta.
Oskari Olavi Virta (né Ilmén le 27 février 1915 à Sysmä et mort le 14 juillet 1972 à Tampere) est un chanteur de tango, de jazz et de variété ainsi qu'un acteur finlandais.

## Biographie
Olavi Virta a appris le violon pendant sa jeunesse. 
Le répertoire d'Olavi Virta comprenait des chansons de variété ainsi que des tangos. 
Il est également le 2ème ténor du Kipparikvartetti au début des années 1950.
Il a également reçu trois disques d'or au cours de sa carrière pour les chansons chansons Ennen kuolemaa, Tulisuudelma et La Cumparsita. 
Celles-ci étaient toutes traduites en finnois par Kullervo (Tapio Lahtinen).
Tout au long de sa carrière de chanteur, Olavi Virta a également enregistré ses propres versions de mélodies finlandaises éternelles (par exemple «Metsäkukkia») ainsi que des tangos de renommée internationale (par exemple «La Cumparsita», «Ennen kuolemaa»  et «Rakkautta ei se ollut».
Parfois Olavi Virta enregistrait ses propres versions des tubes les plus célèbres de son temps, ce qui pouvait être fatal pour une chanteuse novice, car le plus souvent les auditeurs commençaient à préférer la version d'Olavi Virta.

## Discographie

### Compilations
Les compilations de ses chansons sont
- Olavi Virta (Triola TRLP 102) (1958)
- Olavi Virta (Scandia SLP 516) (1964)
- Olavi Virta (Rytmi RILP 7038) (1968)
- Olavi Virta (Rytmi MFLP 5) (1969)
- Olavi Virran parhaat 1 (1970)
- Olavi Virran parhaat 2 (1970)
- Olavi Virta (Scandia HSLP 122) (1970)
- Iskelmäaarteita − Olavi Virta (1970)
- Ikivihreitä tangoja − Olavi Virta (1970)
- Ajaton Olavi Virta (1971)
- Olavi Virran parhaat 3 (1971)
- Olavi Virta (Finlandia PSOP 96) (1972)
- Kuolematon Olavi Virta (1973)
- Sulle yksin laulelen (1974)
- Syysillan muistoja (1975)
- Unohtumattomat (1976)
- Unohtumattomat 2 (1977)
- Unohtumattomat 3 (1977)
- Olavi Virta muistojen teillä (1977)
- Olavi Virta laulaa (1980)
- Sinitaivas − 32 tunnetuinta (1983)
- Vihreät niityt − 32 unohtumatonta (1984)
- Käännösiskelmiä 1953–1964 (1986)
- 28 ikivihreää (1988)
- Olavi Virta Suuret tangot (1988)
- Kootut levyt osa 1 (1992)
- Kootut levyt osa 2 (1993)
- Kootut levyt osa 3 (1993)
- Kootut levyt osa 4 (1993)
- Kootut levyt osa 5 (1993)
- Kootut levyt osa 6 (1994)
- Kootut levyt osa 7 (1994)
- Kootut levyt osa 8 (1994)
- Kootut levyt osa 9 (1994)
- Kootut levyt osa 10 (1994)
- Kootut levyt osa 11 (1995)
- Kootut levyt osa 12 (1995)
- Kootut levyt osa 13 (1995)
- Kootut levyt osa 14 (1995)
- Kootut levyt osa 15 (1995)
- Kootut levyt osa 16 (1995)
- Kootut levyt osa 17 (1995)
- Kootut levyt osa 18 (1995)
- Kootut levyt osa 19 (1995)
- Kootut levyt osa 20 (1995)
- Kootut levyt osa 21 (1994)
- Kootut levyt osa 22 (1994)
- Kootut levyt osa 23 (1994)
- Kootut levyt osa 24 (1994)
- Kootut levyt osa 25 (1994)
- Kootut levyt osa 26 (1993)
- Kootut levyt osa 27 (1993)
- Kootut levyt osa 28 (1993)
- Kootut levyt osa 29 (1993)
- 20 suosikkia – Sinun silmiesi tähden (1999)
- 20 suosikkia – Sydänsuruja (1999)
- Nostalgia – Olavi Virta (2007)
- Hopeinen kuu ja 19 muuta Olavi Virran toivotuinta (2009)
- Olavi Virta – Laulaja (2013)

## Filmographie

### Acteur
- Rikas tyttö 1939
- SF-paraati 1940
- Nuoria ihmisiä 1943
- Kalle Aaltosen morsian 1948
- Hallin Janne 1950
- Kaunis Veera eli ballaadi Saimaalta 1950
- Vihaan sinua – rakas 1952
- Kipparikvartetti 1952
- Pekka Puupää kesälaitumilla 1953
- Minä soitan sinulle illalla 1954
- Pekka ja Pätkä lumimiehen jäljillä 1954
- Kaksi vanhaa tukkijätkää 1954
- Pekka ja Pätkä puistotäteinä 1955
- Rakas varkaani 1957
- Suuri sävelparaati 1959
- Iskelmäkaruselli pyörii 1960

### Documentaires
- Iskelmäparaati 1939
- Olavi Virta 1972, de Peter von Bagh
- Olavi Virta 1987, de Peter von Bagh